# Nattsländemott
Nattsländemott (Antigastra catalaunalis) är en fjärilsart som beskrevs av Philogène Auguste Joseph Duponchel 1833. Enligt Catalogue of Life ingår nattsländemott i släktet Antigastra och familjen Crambidae, men enligt Dyntaxa är tillhörigheten istället släktet Antigastra och familjen mott. Arten förekommer tillfälligt i Sverige, men reproducerar sig inte. Inga underarter finns listade i Catalogue of Life.

## Bildgalleri

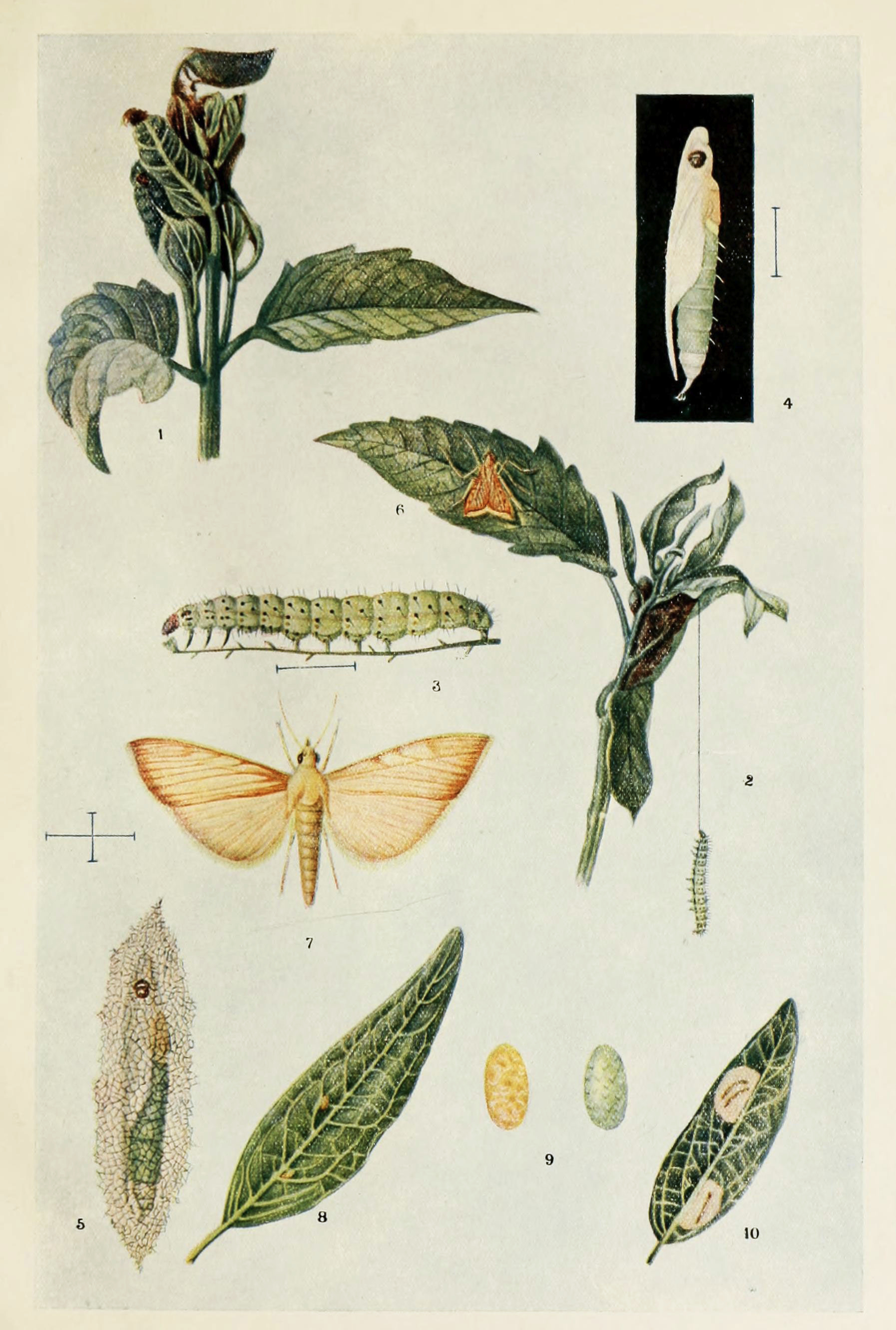